# Franko Škugor
Franko Škugor (phát âm tiếng Serbia-Croatia: [frâŋko ʃkûɡor]; sinh ngày 20 tháng 9 năm 1987) là một vận động viên quần vợt chuyên nghiệp người Croatia đang thi đấu ở ATP Challenger Tour, và cũng sở trường ở đánh đôi. Anh được biết đến với cú serve up rất mạnh lên đến 230 km/h (143 mph) cùng với những cú chạm đất rất mạnh. Cùng với tay vợt đồng hương Nikola Mektić, anh đã vào vòng bán kết ở nội dung đôi nam tại Giải quần vợt Wimbledon 2017.

## Chung kết quan trọng

### Chung kết Masters 1000

#### Đôi: 1 (1 danh hiệu)
| Kết quả | Năm  | Giải đấu            | Mặt sân | Đồng đội      | Đối thủ                    | Tỷ số                      |
| ------- | ---- | ------------------- | ------- | ------------- | -------------------------- | -------------------------- |
| Vô địch | 2019 | Monte-Carlo Masters | Đất nện | Nikola Mektić | Robin Haase Wesley Koolhof | 6–7(3–7), 7–6(7–3), [11–9] |

## Chung kết sự nghiệp ATP

### Đôi: 7 (5 danh hiệu, 2 á quân)
| Chú thích                         |
| --------------------------------- |
| Grand Slam (0–0)                  |
| ATP World Tour Finals (0–0)       |
| ATP World Tour Masters 1000 (1–0) |
| ATP World Tour 500 Series (1–0)   |
| ATP World Tour 250 Series (3–2)   |

| Chung kết theo mặt sân |
| ---------------------- |
| Cứng (1–0)             |
| Đất nện (3–2)          |
| Cỏ (1–0)               |

| Chung kết theo lắp đặt |
| ---------------------- |
| Ngoài trời (4–2)       |
| Trong nhà (1–0)        |

| Kết quả | T–B | Ngày              | Giải đấu                       | Thể loại     | Mặt sân  | Đồng đội          | Đối thủ                           | Tỷ số                      |
| ------- | --- | ----------------- | ------------------------------ | ------------ | -------- | ----------------- | --------------------------------- | -------------------------- |
| Á quân  | 0–1 | tháng 7 năm 2014  | Croatia Open, Croatia          | 250 Series   | Đất nện  | Dušan Lajović     | František Čermák Lukáš Rosol      | 4–6, 6–7(5–7)              |
| Á quân  | 0–2 | tháng 7 năm 2017  | Thụy Sĩ Mở rộng, Thụy Sĩ       | 250 Series   | Đất nện  | Jonathan Eysseric | Oliver Marach Philipp Oswald      | 3–6, 6–4, [8–10]           |
| Vô địch | 1–2 | tháng 4 năm 2018  | Hungary Mở rộng, Hungary       | 250 Series   | Đất nện  | Dominic Inglot    | Matwé Middelkoop Andrés Molteni   | 6–7(8–10), 6–1, [10–8]     |
| Vô địch | 2–2 | tháng 6 năm 2018  | Rosmalen Championships, Hà Lan | 250 Series   | Cỏ       | Dominic Inglot    | Raven Klaasen Michael Venus       | 7–6(7–3), 7–5              |
| Vô địch | 3–2 | tháng 10 năm 2018 | Swiss Indoors, Thụy Sĩ         | 500 Series   | Cứng (i) | Dominic Inglot    | Alexander Zverev Mischa Zverev    | 6–2, 7–5                   |
| Vô địch | 4–2 | tháng 4 năm 2019  | Grand Prix Hassan II, Maroc    | 250 Series   | Đất nện  | Jürgen Melzer     | Matwé Middelkoop Frederik Nielsen | 6–4, 7–6(8–6)              |
| Vô địch | 5–2 | tháng 4 năm 2019  | Monte-Carlo Masters, Monaco    | Masters 1000 | Đất nện  | Nikola Mektić     | Robin Haase Wesley Koolhof        | 6–7(3–7), 7–6(7–3), [11–9] |

## Chung kết giải đồng đội: 1 (1 á quân)
| Kết quả | Số | Ngày                    | Giải đấu                   | Mặt sân  | Đồng đội                            | Đối thủ                                                            | Tỷ số |
| ------- | -- | ----------------------- | -------------------------- | -------- | ----------------------------------- | ------------------------------------------------------------------ | ----- |
| Á quân  | 1. | 25–27 tháng 11 năm 2016 | Davis Cup, Zagreb, Croatia | Cứng (i) | Marin Čilić Ivo Karlović Ivan Dodig | Juan Martín del Potro Federico Delbonis Leonardo Mayer Guido Pella | 2–3   |

## Danh hiệu ATP Challenger Tour

### Đơn: 2
| Số | Ngày               | Giải đấu             | Mặt sân | Đối thủ             | Tỷ số         |
| -- | ------------------ | -------------------- | ------- | ------------------- | ------------- |
| 1. | 8 tháng 8 năm 2010 | Bắc Kinh, Trung Quốc | Cứng    | Laurent Recouderc   | 4–6, 6–4, 6–3 |
| 2. | 3 tháng 5 năm 2015 | An Ninh, Trung Quốc  | Đất nện | Gavin van Peperzeel | 7–5, 6–2      |

### Đôi: 10
| Số  | Ngày                | Giải đấu               | Mặt sân  | Đồng đội              | Đối thủ                               | Tỷ số                 |
| --- | ------------------- | ---------------------- | -------- | --------------------- | ------------------------------------- | --------------------- |
| 1.  | 27 tháng 1 năm 2013 | Bucaramanga, Colombia  | Đất nện  | Marcelo Demoliner     | Sergio Galdós Marco Trungelliti       | 7–6(10–8), 6–2        |
| 2.  | 9 tháng 6 năm 2013  | Arad, România (1)      | Đất nện  | Antonio Veić          | Facundo Bagnis Julio César Campozano  | 7–6(7–5), 4–6, [11–9] |
| 3.  | 18 tháng 8 năm 2013 | Cordenons, Ý           | Đất nện  | Marin Draganja        | Norbert Gombos Roman Jebavý           | 6–4, 6–4              |
| 4.  | 8 tháng 6 năm 2014  | Arad, România (2)      | Đất nện  | Antonio Veić          | Radu Albot Artem Sitak                | 6–4, 7–6(7–3)         |
| 5.  | 29 tháng 6 năm 2014 | Marburg, Đức           | Đất nện  | Jaroslav Pospíšil     | Diego Schwartzman Horacio Zeballos    | 6–4, 6–4              |
| 6.  | 14 tháng 8 năm 2016 | Gatineau, Canada       | Cứng     | Tristan Lamasine      | Jarryd Chaplin John-Patrick Smith     | 6–3, 6–1              |
| 7.  | 2 tháng 10 năm 2016 | Orleans, Pháp          | Cứng (i) | Nikola Mektić         | Ariel Behar Andrei Vasilevski         | 6–2, 7–5              |
| 8.  | 9 tháng 4 năm 2017  | Sophia Antipolis, Pháp | Đất nện  | Tristan Lamasine      | Uladzimir Ignatik Jozef Kovalík       | 6–2, 6–2              |
| 9.  | 23 tháng 4 năm 2017 | Đài Bắc, Đài Loan      | Thảm (i) | Marco Chiudinelli     | Sanchai Ratiwatana Sonchat Ratiwatana | 4–6, 6–2, [10–5]      |
| 10. | 7 tháng 5 năm 2017  | Ostrava, Cộng hòa Séc  | Đất nện  | Jeevan Nedunchezhiyan | Rameez Junaid Lukáš Rosol             | 6–3, 6–2              |

## Thống kê sự nghiệp

### Đơn
| Giải đấu                   | 2005 | 2006 | 2007 | 2008 | 2009 | 2010 | 2011 | 2012 | 2013 | 2014 | 2015 | 2016 | 2017 | 2018 | 2019 | SR    | T–B  |
| -------------------------- | ---- | ---- | ---- | ---- | ---- | ---- | ---- | ---- | ---- | ---- | ---- | ---- | ---- | ---- | ---- | ----- | ---- |
| Grand Slam                 |      |      |      |      |      |      |      |      |      |      |      |      |      |      |      |       |      |
| Úc Mở rộng                 | A    | A    | A    | A    | A    | A    | VL2  | A    | A    | A    | A    | VL1  | VL1  | A    | A    | 0 / 0 | 0–0  |
| Pháp Mở rộng               | A    | A    | A    | A    | A    | A    | VL2  | VL2  | A    | A    | A    | VL1  | A    | A    | A    | 0 / 0 | 0–0  |
| Wimbledon                  | A    | A    | A    | A    | A    | A    | VL1  | VL1  | A    | A    | A    | V1   | A    | A    |      | 0 / 1 | 0–1  |
| Mỹ Mở rộng                 | A    | A    | A    | VL2  | A    | VL2  | A    | VL1  | A    | A    | A    | VL1  | A    | A    |      | 0 / 0 | 0–0  |
| Thắng–Bại                  | 0–0  | 0–0  | 0–0  | 0–0  | 0–0  | 0–0  | 0–0  | 0–0  | 0–0  | 0–0  | 0–0  | 0–1  | 0–0  | 0–0  | 0–0  | 0 / 1 | 0–1  |
| Giải đấu đại diện quốc gia |      |      |      |      |      |      |      |      |      |      |      |      |      |      |      |       |      |
| Davis Cup                  | A    | A    | A    | A    | A    | A    | A    | A    | A    | A    | PO   | CK   | V1   | A    |      | 0 / 2 | 1–3  |
| Thống kê sự nghiệp         |      |      |      |      |      |      |      |      |      |      |      |      |      |      |      |       |      |
| Tổng số Thắng–Bại          | 0–0  | 0–0  | 0–0  | 0–1  | 0–0  | 3–3  | 0–3  | 0–0  | 0–0  | 0–0  | 0–1  | 1–5  | 2–5  | 2–4  | 0–1  | 8–23  | 8–23 |
| Xếp hạng cuối năm          | 913  | 585  | 449  | 417  | 546  | 182  | 310  | 802  | 543  | 616  | 182  | 215  | 294  | 357  |      | 26%   | 26%  |

## Thống kê sự nghiệp đôi
| VĐ | CK | BK | TK | V# | RR | Q# | A |  | Z# | PO | G | F-S | SF-B | NMS | NH |

Tính đến Giải quần vợt Pháp Mở rộng 2019.
| Giải đấu                    | 2005          | 2006          | 2007          | 2008          | 2009  | 2010  | 2011  | 2012  | 2013  | 2014  | 2015  | 2016  | 2017  | 2018  | 2019  | SR        | T–B       |           |
| --------------------------- | ------------- | ------------- | ------------- | ------------- | ----- | ----- | ----- | ----- | ----- | ----- | ----- | ----- | ----- | ----- | ----- | --------- | --------- | --------- |
| Grand Slam                  |               |               |               |               |       |       |       |       |       |       |       |       |       |       |       |           |           |           |
| Úc Mở rộng                  | A             | A             | A             | A             | A     | A     | A     | A     | A     | A     | A     | A     | A     | V2    | V2    | 0 / 2     | 2–2       |           |
| Pháp Mở rộng                | A             | A             | A             | A             | A     | A     | A     | A     | A     | A     | A     | A     | A     | V1    | V1    | 0 / 2     | 0–2       |           |
| Wimbledon                   | A             | A             | A             | A             | A     | A     | A     | A     | A     | VL1   | A     | VL1   | BK    | BK    |       | 0 / 2     | 8–2       |           |
| Mỹ Mở rộng                  | A             | A             | A             | A             | A     | A     | A     | A     | A     | A     | A     | A     | V1    | V3    |       | 0 / 2     | 2–2       |           |
| Thắng–Bại                   | 0–0           | 0–0           | 0–0           | 0–0           | 0–0   | 0–0   | 0–0   | 0–0   | 0–0   | 0–0   | 0–0   | 0–0   | 4–2   | 7–4   | 1–2   | 0 / 8     | 12–8      |           |
| ATP World Tour Masters 1000 |               |               |               |               |       |       |       |       |       |       |       |       |       |       |       |           |           |           |
| Indian Wells Masters        | A             | A             | A             | A             | A     | A     | A     | A     | A     | A     | A     | A     | A     | V1    | TK    | 0 / 2     | 2–2       |           |
| Miami Masters               | A             | A             | A             | A             | A     | A     | A     | A     | A     | A     | A     | A     | A     | V1    | V2    | 0 / 2     | 1–2       |           |
| Monte-Carlo Masters         | A             | A             | A             | A             | A     | A     | A     | A     | A     | A     | A     | A     | A     | A     | VĐ    | 1 / 1     | 5–0       |           |
| Madrid Masters              | A             | A             | A             | A             | A     | A     | A     | A     | A     | A     | A     | A     | A     | V2    |       | 0 / 1     | 1–1       |           |
| Internazionali BNL d'Italia | A             | A             | A             | A             | A     | A     | A     | A     | A     | A     | A     | A     | A     | A     |       | 0 / 0     | 0–0       |           |
| Canada Mở rộng              | A             | A             | A             | A             | A     | A     | A     | A     | A     | A     | A     | A     | A     | A     |       | 0 / 0     | 0–0       |           |
| Cincinnati Masters          | A             | A             | A             | A             | A     | A     | A     | A     | A     | A     | A     | A     | A     | A     |       | 0 / 0     | 0–0       |           |
| Thượng Hải Masters          | Không tổ chức | Không tổ chức | Không tổ chức | Không tổ chức | A     | A     | A     | A     | A     | A     | A     | A     | A     | V2    |       | 0 / 1     | 1–1       |           |
| Paris Masters               | A             | A             | A             | A             | A     | A     | A     | A     | A     | A     | A     | A     | A     | V2    |       | 0 / 1     | 1–1       |           |
| Thắng–Bại                   | 0–0           | 0–0           | 0–0           | 0–0           | 0–0   | 0–0   | 0–0   | 0–0   | 0–0   | 0–0   | 0–0   | 0–0   | 0–0   | 3–5   | 8–2   | 1 / 8     | 11–7      |           |
| Giải đấu đại diện quốc gia  |               |               |               |               |       |       |       |       |       |       |       |       |       |       |       |           |           |           |
| Davis Cup                   | A             | A             | A             | A             | A     | A     | A     | A     | A     | A     | PO    | CK    | V1    | A     |       | 0 / 2     | 2–1       |           |
| Thống kê sự nghiệp          |               |               |               |               |       |       |       |       |       |       |       |       |       |       |       |           |           |           |
|                             | 2005          | 2006          | 2007          | 2008          | 2009  | 2010  | 2011  | 2012  | 2013  | 2014  | 2015  | 2016  | 2017  | 2018  | 2019  | Sự nghiệp | Sự nghiệp | Sự nghiệp |
| Danh hiệu / Chung kết       | 0 / 0         | 0 / 0         | 0 / 0         | 0 / 0         | 0 / 0 | 0 / 0 | 0 / 0 | 0 / 0 | 0 / 0 | 0 / 1 | 0 / 0 | 0 / 0 | 0 / 1 | 3 / 3 | 2 / 2 | 5 / 7     | 5 / 7     |           |
| Tổng số Thắng–Bại           | 0–1           | 0–0           | 0–0           | 0–2           | 1–1   | 0–2   | 0–0   | 1–2   | 1–3   | 4–3   | 2–2   | 5–3   | 11–9  | 31–25 | 15–12 | 71–65     | 71–65     |           |
| Xếp hạng cuối năm           | 1081          | 790           | 522           | 924           | 438   | 435   | 524   | 248   | 111   | 122   | 144   | 107   | 42    | 28    |       | 52%       | 52%       |           |